# Елизавета Гессен-Кассельская
Елизавета Шарлотта Александра Мария Луиза Гессен-Кассельская (нем. Elisabeth Charlotte Alexandra Maria Luisa von Hessen-Kassel; 13 июня 1861, Копенгаген — 7 июня 1955, Дессау) — принцесса Гессен-Кассельская, в замужестве — наследная принцесса Ангальтская.

## Биография
Принцесса Елизавета была вторым ребёнком и старшей дочерью в семье ландграфа Фридриха Вильгельма Гессен-Кассельского и Марии Анны, урождённой принцессы Прусской. По линии отца — внучка Вильгельма Гессен-Кассельского и Луизы Шарлотты Датской, по матери — Карла Прусского и Марии Саксен-Веймар-Эйзенахской (через которую приходилась праправнучкой императору Павлу I).
26 мая 1884 года она вышла замуж за наследника герцогства Ангальт принца Леопольда, сына герцога Фридриха I Ангальтского (1831—1904) и Антуанетты Саксен-Альтенбургской (1838—1908). Церемония бракосочетания была очень пышной. Императрица Мария Фёдоровна, которая приходилась невесте кузиной, писала: 
Всё было устроено с невероятным шумом и помпой, собрался весь Готский альманах, не успели мы приехать, как сразу же пошли процессией через весь дворец к большому залу, оборудованному под церковь, где и проходила церемония бракосочетания…
Однако на саму Марию Фёдоровну всё это не произвело никакого впечатления:
Невеста была красива и совершенно не смущалась. Мне кажется, что она очень довольна, что покидает отцовский дом. Я бы пришла в отчаяние, если бы мне пришлось выходить замуж таким образом. У меня не возникло никаких религиозных чувств в этом зале. Да, клятва была красивой, но никаких молитв, больше ничего. Я бы после такой церемонии не почувствовала бы и не поверила бы, что вышла замуж.
По случаю бракосочетания была выпущена памятная серебряная медаль, на аверсе которой был изображён портрет принца Леопольда и Елизаветы, смотрящих вправо и надпись по кругу «Leopold erbprinz v. Anhalt Elisabeth prinzessin v. Hessen», а на реверсе — под одной короной два герба герцогств Ангальт-Дессау и Гессен, связанные лентой с датой «26 мая 1884».
В 1885 году у супругов родилась дочь, принцесса Антуанетта (1885—1963), впоследствии вышедшая замуж за Фридриха Шаумбург-Липпского (1868—1945).
Через год после рождения дочери принц Леопольд скончался, так и не вступив на престол. Принцесса Елизавета более не вступала в брак и скончалась в 1955 году, пережив супруга почти на 70 лет. Похоронена рядом с дочерью в Дессау на кладбище Цибигк.
В 1933 году в Германии была выведена белая чайно-гибридная роза «Erbprinzessin Leopold von Anhalt»